# Abdul Qayyum Zakir
Abdul Qayyum "Zakir" (nascido em 1973), também conhecido pelo nome de guerra Abdullah Ghulam Rasoul,  é o Vice-Ministro da Defesa em exercício do Emirado Islâmico do Afeganistão. Anteriormente, atuou como Ministro da Defesa interino, de 24 de agosto de 2021 a 7 de setembro de 2021.
Zakir juntou-se ao movimento talibã em 1997 e participou na guerra civil afegã. Ele ocupou os cargos de vice-comandante do exército, comandante da frente norte e ministro da defesa por um curto período durante o primeiro governo talibã no Afeganistão. Após a invasão do Afeganistão pelos Estados Unidos, Zakir rendeu-se às forças dos Estados Unidos e foi preso no campo de detenção estadunidense da Baía de Guantánamo, em Cuba. Foi transferido da custódia estadunidense  para a prisão de Pul-e-Charkhi no Afeganistão, de onde foi posteriormente libertado.
Após a sua libertação, Zakir ascendeu na hierarquia talibã, conduzindo operações militares nas províncias de Helmand e Nimroz antes de se tornar comandante militar geral dos talibãs. Durante o seu mandato, ele foi frequentemente descrito como um dos radicais do movimento e foi relatado que mantinha ligações estreitas com o Irã. Em 2014, deixou o cargo, supostamente após uma disputa interna de liderança, e depois foi nomeado adjunto do chefe militar em 2020.